# Guadalix de la Sierra
Guadalix de la Sierra település Spanyolországban, Madrid tartományban. Guadalix de la Sierra Miraflores de la Sierra, Bustarviejo, Navalafuente, Cabanillas de la Sierra, Venturada, El Vellón, Colmenar Viejo és Pedrezuela községekkel határos. Lakosainak száma 6904 fő (2024).

## Népesség
A település népessége az utóbbi években az alábbiak szerint változott:
| Lakosok száma | 3394 | 4540 | 5347 | 5759 | 6100 | 6057 | 6049 | 6214 | 6672 | 6904 |
|               | 2001 | 2004 | 2007 | 2009 | 2012 | 2014 | 2017 | 2019 | 2022 | 2024 |